# Melbourne Village
Melbourne Village es un pueblo ubicado en el condado de Brevard en el estado estadounidense de Florida. En el Censo de 2010 tenía una población de 662 habitantes y una densidad poblacional de 436,92 personas por km².

## Geografía
Melbourne Village se encuentra ubicado en las coordenadas 28°5′17″N 80°39′54″O / 28.08806, -80.66500. Según la Oficina del Censo de los Estados Unidos, Melbourne Village tiene una superficie total de 1.52 km², de la cual 1.52 km² corresponden a tierra firme y (0%) 0 km² es agua.

## Demografía
Según el censo de 2010, había 662 personas residiendo en Melbourne Village. La densidad de población era de 436,92 hab./km². De los 662 habitantes, Melbourne Village estaba compuesto por el 96.68% blancos, el 0.15% eran afroamericanos, el 0.6% eran amerindios, el 1.66% eran asiáticos, el 0% eran isleños del Pacífico, el 0.91% eran de otras razas y el 0% pertenecían a dos o más razas. Del total de la población el 3.32% eran hispanos o latinos de cualquier raza.